# Ptecticus comstocki
Ptecticus comstocki är en tvåvingeart som beskrevs av Mcfadden 1982. Ptecticus comstocki ingår i släktet Ptecticus och familjen vapenflugor. Inga underarter finns listade i Catalogue of Life.